# Philodromus praelustris
Philodromus praelustris là một loài nhện trong họ Philodromidae.
Loài này thuộc chi Philodromus. Philodromus praelustris được Eugen von Keyserling miêu tả năm 1880.